# Saki (scrittore)
Saki, pseudonimo di Hector Hugh Munro (Akyab, 18 dicembre 1870 – Beaumont-Hamel, 13 novembre 1916), è stato uno scrittore britannico noto per i suoi racconti brevi di genere grottesco e a volte macabro.

## Biografia
Hector Munro nacque a Akyab, Burma (ora nota come Sittwe, Myanmar) nel 1870 dove suo padre era  ispettore della polizia quando il paese era ancora una colonia dell'Impero inglese. Nel 1872 in viaggio in Inghilterra la madre venne caricata da una mucca che le causò un aborto da cui non si riprese mai più fino alla sua morte, avvenuta poco tempo dopo. Il padre di Saki a questo punto decise di far tornare in Inghilterra i figli e li fece crescere dalla loro nonna e le loro zie.
Hector fu educato alla Pencarwick School di Exmouth e alla Bedford Grammar School. Quando il padre fece ritorno in Inghilterra iniziò a viaggiare con lui e le sorelle per luoghi turistici in tutta Europa. Nel 1893 si arruolò nelle forze di polizia dell'impero e si stabilì a Burma.
Due anni dopo, colpito da malaria, fu costretto a lasciare il posto e tornare in Inghilterra dove cominciò la carriera di giornalista, scrivendo per giornali come la Westminster Gazette, il Daily Express e il Morning Post. Nel 1900 Saki pubblica il suo primo libro, The rise of the Russian, basato sull'opera più famosa di Edward Gibbon.
Dal 1902 al 1908 lavorò come corrispondente estero per il Morning Post nei Balcani, in Russia e a Parigi. Dopodiché fece ritorno a Londra dove si stabilì definitivamente. Durante la prima guerra mondiale, all'età di 43 anni, Munro si arruolò nel corpo militare inglese come soldato semplice finché nel novembre del 1916, rimase ucciso in Francia nei pressi di Beaumont-Hamel colpito da un cecchino tedesco.
Munro non si sposò mai. Nella biografia a cura di A. J. Langguth viene citata l'ipotesi che probabilmente lo scrittore fosse in realtà omosessuale, cosa che all'epoca in Inghilterra era considerata un crimine.
Saki è famoso per le sue raccolte di racconti brevi, per la maggior parte critica satirica all'Epoca edoardiana. Quasi tutti i racconti risultano pregni di un'atmosfera grottesca che in alcuni si traduce in puro senso macabro. Spesso affrontano temi ambigui come la morte o i misteri dell'oltretomba. Tra i più famosi si possono ricordare: I giocattoli della pace, La finestra aperta, Sredni Vashtar e La reticenza di lady Anne.

## Opere
- 1899: "Dogged" (racconto)
- 1900: The Rise of the Russian Empire (storia)
- 1902: "The Woman Who Never Should" (sketch politico)
- 1902: The Not So Stories (sketch politico)
- 1902: The Westminster Alice (sketch politico basato sull'Alice di Lewis Carroll)
- 1904: Reginald
- 1910: Reginald in Russia
- 1911: The Chronicles of Clovis
- 1912: L'insopportabile Bassington
- 1913: When William Came
- 1914: Bestie e superbestie
- 1914: "The East Wing"

### Opere postume
- 1919: I giocattoli della pace
- 1924: L'uovo quadrato e altri racconti
- 1924: "The Watched Pot" (commedia con Charles Maude)
- 1926-1927: The Works of Saki (8 volumi)
- 1930: The Complete Short Stories of Saki
- 1933: The Complete Novels and Plays of Saki
- 1934: The Miracle-Merchant (commedia in un atto)

### Teatro
- The Playboy of the Week-End World (1977) di Emlyn Williams, adattamento di 16 racconti di Saki.
- Wolves at the Window (2008) di Toby Davies, adattamento di 12 racconti.